# توم سويفت
توم سويفت (بالإنجليزية: Tom Swift)‏ هو سياسي أمريكي، ولد في 17 أكتوبر 1944 في ميدفيل في الولايات المتحدة. حزبياً، نشط في الحزب الجمهوري. وقد انتخب عضو مجلس نواب بنسيلفانيا.